# Palazinges
Palazinges település Franciaországban, Corrèze megyében. Lakosainak száma 167 fő (2022. január 1.). Palazinges Albignac, Aubazines, Beynat, Le Chastang és Dampniat községekkel határos.

## Népesség
A település népességének változása:
| Lakosok száma | 95   | 100  | 115  | 110  | 128  | 142  | 153  | 161  | 165  | 167  |
|               | 1968 | 1982 | 1990 | 2006 | 2013 | 2015 | 2017 | 2019 | 2020 | 2022 |